# Élection à la direction du Parti travailliste australien de 2019
 (juillet 2025).
Si vous disposez d'ouvrages ou d'articles de référence ou si vous connaissez des sites web de qualité traitant du thème abordé ici, merci de compléter l'article en donnant les références utiles à sa vérifiabilité et en les liant à la section « Notes et références ».
L'élection à la direction du Parti travailliste de mai 2019 vise à élire la personne devant prendre la tête du Parti travailliste (ALP) à la suite de l'annonce de la démission de Bill Shorten.
Anthony Albanese, battu en 2013 par Bill Shorten, l'emporte sans opposition à la suite de la décision de Chris Bowen de renoncer à briguer la direction du parti.

## Contexte

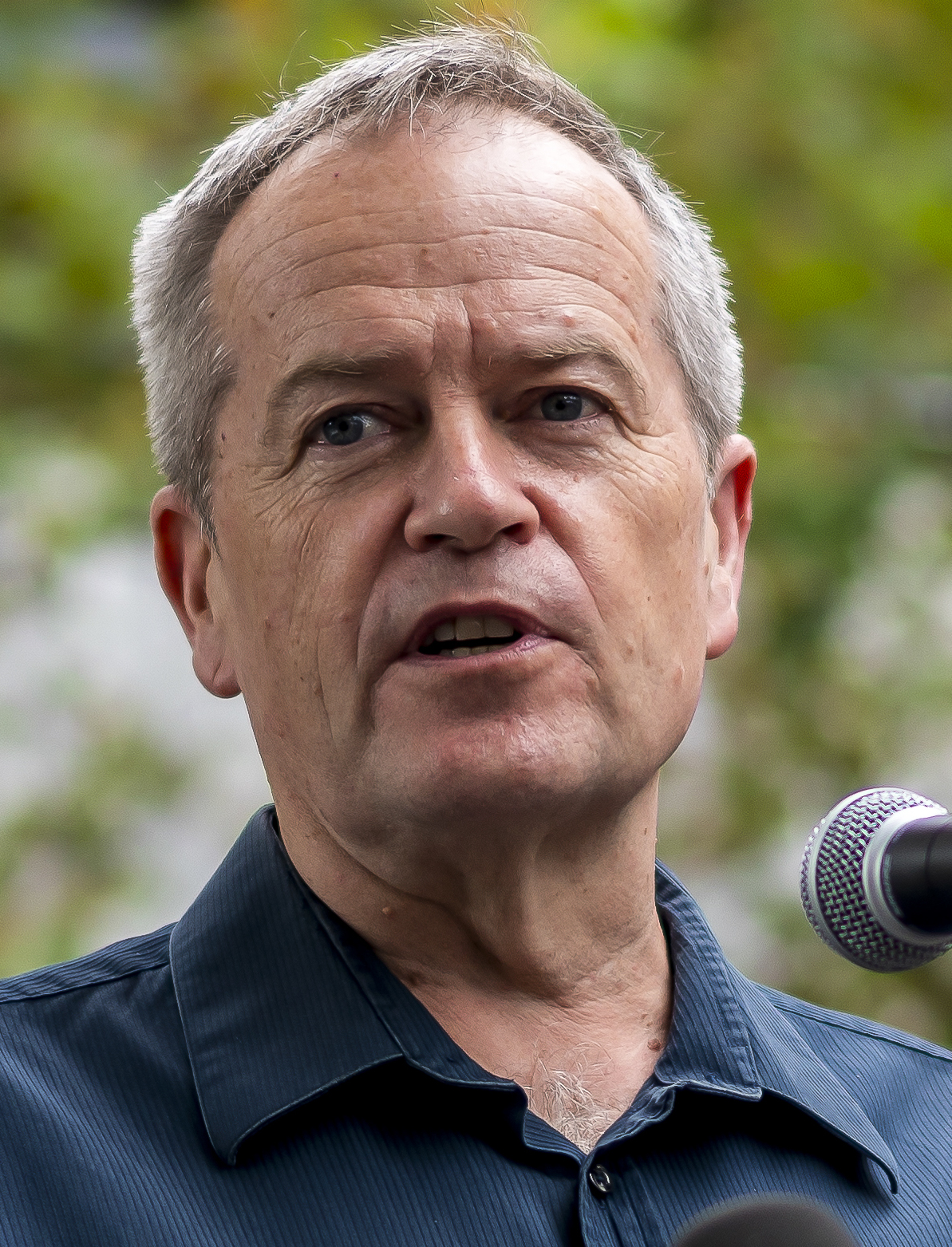
Bill Shorten en 2021.

Le 18 mai 2019 ont lieu les élections fédérales qui initieront la 46e législature du Parlement d'Australie. À ce moment-là, la coalition libérale-nationale dirigée par Scott Morrison est au pouvoir. Le scrutin voit la victoire de la xoalition, ce qui constitue un grande surprise, une alternance au profit du Parti travailliste (ALP) après six ans de gouvernement libéral étant jusque-là annoncée par les sondages. Chef du Parti travailliste et de l'opposition depuis 2013, Bill Shorten annonce le soir même sa démission de la direction de l'ALP.
Au lendemain des élections, Anthony Albanese, précédemment ministre au sein des deux gouvernements successifs de Julia Gillard et battu par Bill Shorten en 2013, annonce sa candidature. Le 21 mai, Chris Bowen annonce également sa candidature mais annonce son retrait le lendemain, en raison d'un manque de soutien au sein du parti. D'autres membres du parti tels que Jim Chalmers ou Tanya Plibersek, pressentis pour briguer la présidence, annoncent leur intention de ne pas se présenter.

## Procédure
Les principes de la procédure de sélection du chef du Parti travailliste ont été définies par le dernier Premier ministre travailliste alors en date, Kevin Rudd. Les candidats ont une semaine après la déclaration officielle pour se déclarer candidat à l'élection. Dans les cas où l’élection est tenue à la suite d’une vacance du poste, les candidats doivent recevoir le soutien de 20 % du caucus syndical fédéral pour que leur candidature soit valide.
Si deux candidats ou plus sont confirmés, des bulletins de vote sont remis aux membres du parti. Au bout de deux semaines, les députés et sénateurs travaillistes votent pour le poste. Selon les règles du parti, les deux blocs de vote sont pondérés de manière égale, le caucus parlementaire et les membres du parti représentant chacun 50 %.

## Résultats
Puisque Chris Bowen a retiré sa candidature et que personne d'autre ne s'est présenté avant la clôture des candidatures le 27 mai à 10 heures, Anthony Albanese est officiellement élu chef du Parti travailliste avec Richard Marles comme leader adjoint lors de la réunion du parti visant à confirmer la nomination du nouveau cabinet fantôme. La députée victorienne Clare O'Neil avait un temps considéré briguer la direction adjointe du parti mais s'est finalement rétractée.